# The Picture of Dorian Gray (film fra 1916)
The Picture of Dorian Gray er en britisk stumfilm fra 1916 af Fred W. Durrant.
Filmen er en filmatisering af Oscar Wildes roman af samme navn.

## Medvirkende
- Henry Victor som Dorian Gray
- Pat O'Malley som Sybil Vane
- Sydney Bland som Basil Hallward
- Dorothy Fane som Lady Marchmont
- Jack Jordan som Lord Henry Wootton